# Linia D metra w Nowym Jorku

Mapa linii

Linia D – linia metra nowojorskiego. Jest oznaczona kolorem pomarańczowym na znakach stacji, znakach trasy oraz na oficjalnych mapach metra. Na swoim przebiegu przez Manhattan nosi nazwę IND Sixth Avenue Line.
Linia D kursuje z Norwood – 205th Street w Norwood (Bronx) do Stillwell Avenue na Coney Island; na Brooklynie przez IND Concourse Line w Bronksie, IND Eighth Avenue Line (pod Central Park West) i Sixth Avenue Line na Manhattanie. W północnej części Manhattan Bridge przekracza granicę Brooklynu.